# Autoroute SE-30 (Espagne)
La SE-30, également appelée Circunvalación de Sevilla, est une voie circulaire qui possède les caractéristiques autoroutières (excepté au nord de la ville), faisant le tour de la capitale andalouse.

## Généralités
D'une longueur de 22 kilomètres environ, c'est une autoroute très chargée avec plus de 100000 véhicules par jour qui y transitent.
Il comporte le plus souvent trois voies de circulation dans chaque sens. C'est de la que partent la plupart des autoroutes reliées au réseau espagnol à destination des différents points cardinaux du pays :
- A-66 : Séville - Leon - Gijón
- A-49 : Séville - Huelva - Ayamonte - Portugal
- AP-4 : Séville - Jerez de la Frontera - Cadix
- A-92 : Séville - Grenade - Malaga - Almérie - Murcie (A-91)
- A-4 : Séville - Cordoue - Madrid

Mais encore les voies rapides locales qui partent du périphérique :
- A-8058 : Séville - La Puebla del Río
- A-8002 : Séville - La Rinconada
- A-376 : Séville - Utrera

La SE-30 célèbre pour ses embouteillages, entoure le centre de Séville et passe à proximité d'impressionnante structure tels l'Université de Séville. De plus le périphérique traverse 2 fois le Guadalquivir par les célèbres Pont de l'Alamillo au nord de la ville et le Pont du Centenaire au-dessus du Port de Séville qui ont été construits lors de l'Exposition universelle de 1992.

## Tracé
- Secteur Nord : entre l'A-66 et l'A-4

Le flux arrivant du nord via l'A-66 se connecte à la SE-30 au nord-ouest de la ville qui entoure le centre urbain. Elle enjambe le Guadalquivir par le superbe Pont de l'Alamillo construit à l'occasion de l'Exposition universelle de 1992.Elle dessert le quartier de La Cartuja et le Stade olympique de Séville. La rocade nord qui contourne l'agglomération jusqu'à l'Aéroport de Séville se détache.

Après la traversée du fleuve la SE-30 perd son statut autoroutier pour devenir une avenue jusqu'à la jonction avec l'A-4 au nord-est de la ville.
- Secteur Est et Sud : entre l'A-4 (Madrid/Cordoue) et l'A-4 (Jerez de la Frontera/Cadix)

C'est un secteur très chargée car elle récupère le flux venant du nord de l'Espagne en provenance de Madrid et Cordoue. La SE-30 dessert les zones industrielles du l'est de la ville où se détache l'autoroute autonome transversale de l'Andalouse A-92 qui permet de traverser la communauté autonome d'est en ouest via Grenade et jusqu'à Almeria et Murcie (A-91).

Ensuite au sud-est de la ville, vient se déconnecter l'A-376 pour desservir la cité dortoir de la capitale Andalouse : Utrera. L'A-4 en direction du sud se déconnecte juste avant le Port de Séville pour desservir le sud de l'Andalousie (Cadix, Jerez de la Frontera...)
- Secteur Ouest : Entre l'A-4 et l'A-66

La SE-30 dessert le Port de Séville avant d'entamer la seconde traversée du Guadalquivir par le Pont du Centenaire (Expo 1992). Quelque kilomètre plus loin se détache l'A-8058 pour desservir la banlieue sud-ouest de Séville (La Puebla del Río...)

Ensuite l'A-49 par vers l'ouest en direction de Huelva et du Portugal mais aussi les communes de la banlieue ouest (Gines, Bormujos...). 

La SE-30 boucle son tour où vient se connecter l'A-66.

## Référence
- Nomenclature